# 練習船 (巡視船)
本項目では、海上保安庁における練習船（れんしゅうせん）について述べる。海上保安大学校・海上保安学校のいずれでも、近隣の海上保安部に所属する巡視船の派遣を受けて練習船として用いており、大規模災害時等には一般の巡視船と同様に被災地において救援活動等任務にあたる。

## 海上保安大学校
第六管区海上保安本部呉海上保安部所属巡視船が海上保安大学校に派遣され練習船として運用されている。
いつくしま（5500トン型）
練習船期間／2024年（令和6年）7月1日～現在
ふそう（ヘリ2機搭載型）
令和2年12月に保安大に派遣され初任科第1期生の乗船実習にあたっていた。2024年（令和6年）3月15日解役。
こじま（3000トン型）
練習船期間／1993年（平成5年）3月11日～2024年（令和6年）8月4日
代替船として巡視船PL23いつくしま就役（令和2年度第3次補正計画）に伴い、練習船業務を引き継ぎ。舞鶴海上保安部へ配属替えとなり、海上保安学校の練習船として運用される。
こじま（1100トン型）
練習船期間／1964年（昭和39年）5月20日～1993年（平成5年）2月1日
海上保安大学校初の新造巡視船として建造された。
代替船として計画された巡視船PL21こじま就役（平成2年度計画）に伴い、練習船業務を引継ぎ解役
こじま（旧海軍海防艦型）
練習船期間／1954年（昭和29年）1月1日～1964年（昭和39年）5月20日
1954年（昭和29年）1月1日に海上保安庁に編入。（旧日本海軍海防艦5隻（おじか型）の内5番船（旧海防艦「志賀」）、改装により居住設備が充実していたことより練習船として整備）
代替船として巡視船PL21こじま就役（昭和38年度計画）に伴い、練習船業務を引継ぎ解役。
栗橋
練習船期間／1951年（昭和26年）8月1日～1954年（昭和29年）6月15日
1947年（昭和23年）に海上保安庁に編入。（元は日露戦争時にスウェ―デンから購入された救難曳船、日本海軍雑役船）
練習船として改装して使用。
1954年（昭和29年）巡視船PL106こじまと併用後、PL106こじまの練習船改装整備後に業務を引継ぎ解役。　

## 海上保安学校
第八管区海上保安本部舞鶴海上保安部所属巡視船が海上保安学校に通年派遣され練習船として運用されている。
みうら（3000トン型）
練習船期間／1998年（平成10年）10月28日～現役
「こじま」（3000トン型）を元にし、PL31いず（公称船型3500トン型）に続いて災害対応型巡視船として建造された。
こじま（3000トン型）
練習船期間／2024年（令和6年）8月5日～現役
巡視船PL23いつくしま就役（令和2年度第3次補正計画）に伴い舞鶴海上保安部へ配属替えとなり、海上保安学校の練習船として運用される。
ふそう（公称船型ヘリ2機搭載型）
練習船期間／2019年（令和元年）7月5日～2024年（令和6年）3月15日
学生増員に伴い2018年（平成30年）からPL22みうらと共に練習船業務にあたっていたPM10いさづの解役によりPLH21ふそうが練習船業務にあたっていた。
「みずほ」が配属替えに伴い、「ふそう」と船名変更された。ヘリ搭載型ではあるが搭載ヘリは配属替え時に降ろしているため固有搭載機は有していない。
いさづ（公称船型500トン型）
練習船期間／2018年（平成30年10月～令和元年6月21日）
学生増員に伴い、PM10そらちを配属替え、船名を「いさづ」とし、2018年（平成30年）からPL22と共に練習船業務にあたった。　
みうら（公称船型2000トン型）
練習船期間／平成5年4月8日～平成10年9月21日）
いさづ
練習船期間：昭和57年2月18日～平成5年3月25日
くらま（公称船型130トン）
練習船期間／昭和42年2月28日～昭和57年2月
※「くらま」配属期間中において、総合乗船実習（約1週間連続航海実習）における実習船として下記の巡視船が派遣されていた。
PL107宗谷
2734トン、昭和47年10月17日～昭和53年10月3日の間に第一管区海上保安本部函館保安部から実習期間中、海上保安学校に派遣
PL31いず及び巡視船PL32みうら
1793トン、昭和53年5月30日～昭和56年の間、第三管区海上保安本部横浜海上保安部から海上保安学校に派遣
みうら（公称船型700トン）
練習船期間：昭和26年10月1日～昭和42年6月3日）